# Тира Спасительница Дании
Тира Спасительница Дании (Торви; дат. Thyra, древнесканд. Þyri или Þyre) — королева Дании, жена Горма Старого, который правил около 936—958 годах. Мать короля Харальда Синезубого.
Её именем был назван астероид (115) Тира, открытый в 1871 году.

## Исторические факты и неточности
В то время как Горма наделяли пренебрежительными прозвищами, его жену Тиру называли женщиной очень благоразумной. Саксон Грамматик писал, что именно Тира в основном отвечала за построение Даневирке на южной границе, однако археологи определили, что укрепления намного старше, а Тира участвовала лишь в их расширении.

### Происхождение
Данные о происхождении Тиры относятся к более позднему времени, противоречивы и хронологически сомнительны. Саксон называет её отцом английского короля Этельреда (обычно отождествляется с Этельредом Уэссекским), однако упоминания её брата как Этельстана указывает на то, что он имел в виду Эдуарда Старшего, хотя в сохранившихся списках детей Эдуарда не упоминается ни одна дочь с подобным именем. В «Саге о йомсвикингах» и «Круге Земном» Снорри говорится, что её отцом был король или ярл из Ютландии или Гольштейна по имени Харальд Клак.

### Сны Горма
По традиции считается, что до того, как Тира согласилась выйти замуж за Горма, она настояла, чтобы он построил новый дом и спал в нём в течение первых трёх зимних ночей и рассказывал ей о своих снах. Он пересказал свои сны во время свадебного пира. Согласно хроникам они походили на сны фараона из «Книги Бытия» Иосифа. В первом сне три белых кабана вышли из моря, пощипали траву и вернулись в море. Во втором три красных кабана вышли из моря и сделали то же самое. В третьем сне три чёрных кабана с большими клыками сделали то же самое, но когда они вернулись в море, на берег обрушился такой сильный прилив, что шум можно было слышать по всей Дании.

### Смерть
Тира умерла раньше Горма, который воздвиг в её честь мемориальный камень в Еллинге, на котором она называется «Гордостью Дании» или «Украшением Дании». Горм и Тира были погребены под одним из двух великих курганов в Еллинге, а затем их  останки были перенесены в первую христианскую церковь. Это подтвердилось, когда в 1978 году под восточным углом нынешней церкви, была обнаружена их могила.

## Галерея

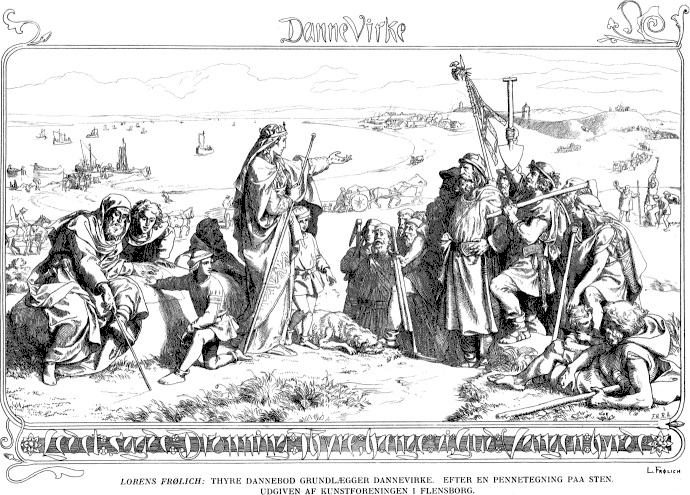
Тира повелевает основать Даневирке (Лоренц Фрёлих)
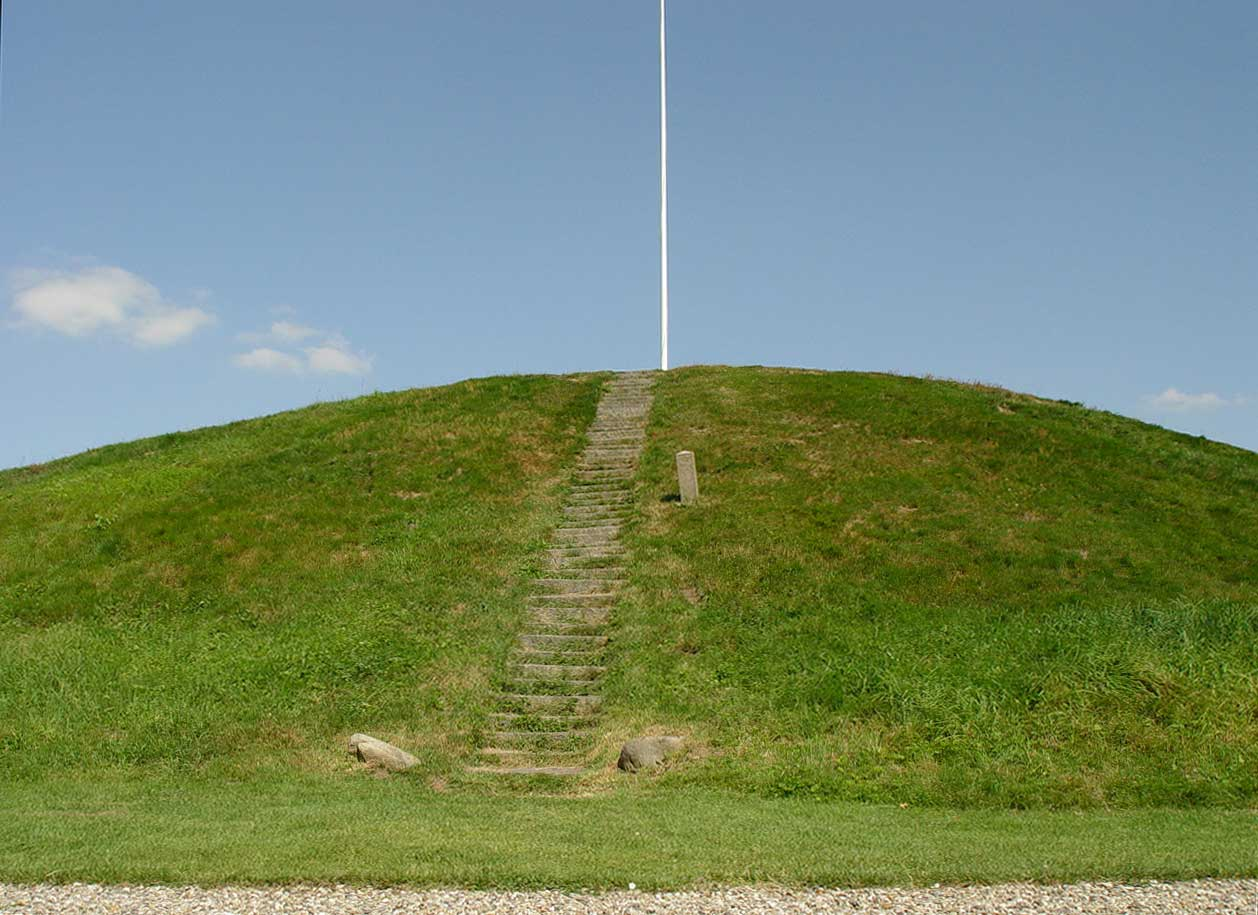
Северный курган в Еллинге, «могила Тиры»
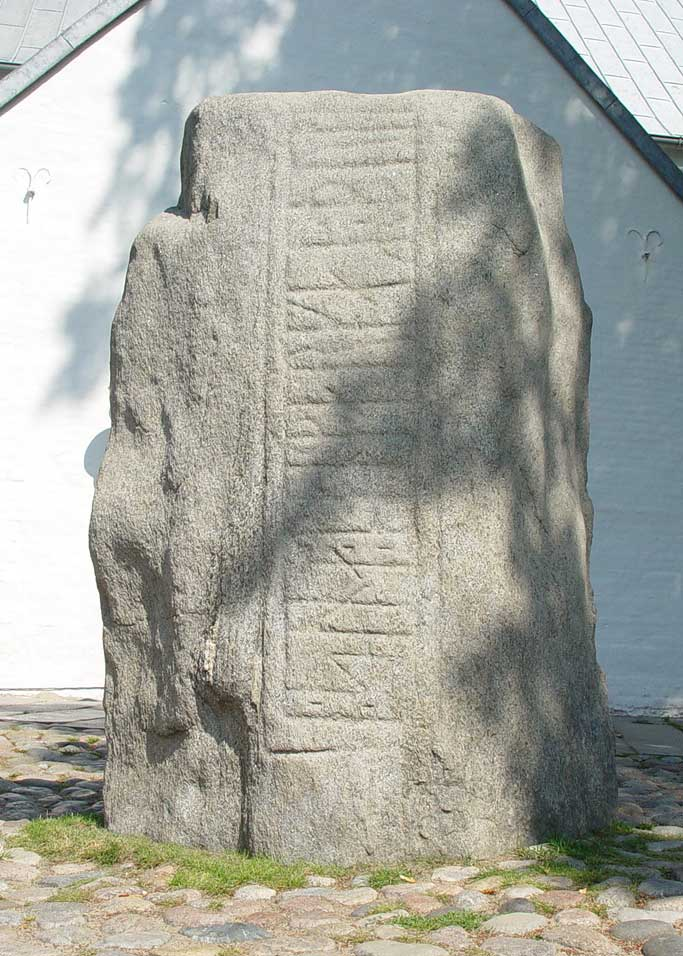
Рунический камень Тиры. Вид спереди.
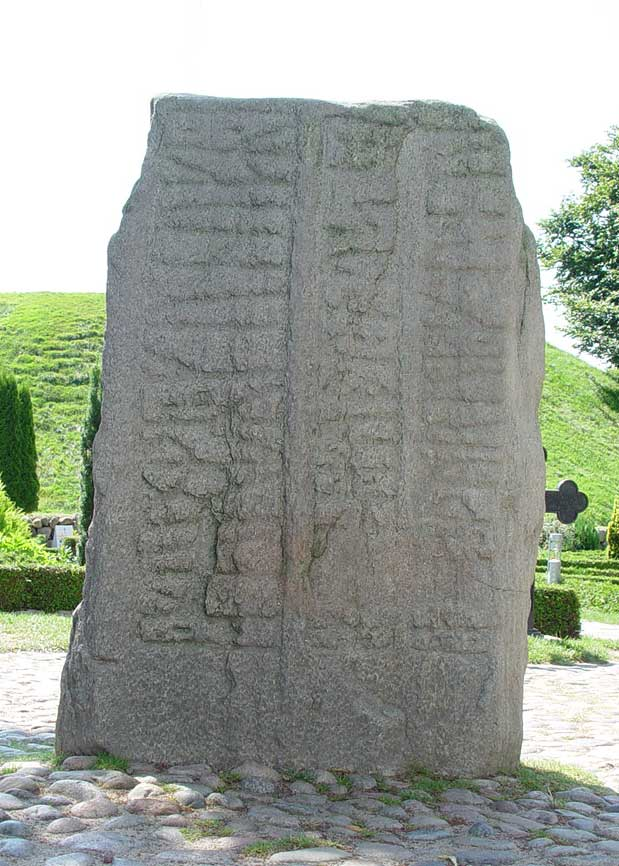
Рунический камень Тиры. Вид сзади.